# Carlos Aragonés
Pour les articles homonymes, voir Aragonés.
Carlos Aragonés est un footballeur  puis entraîneur bolivien né le 16 février 1956 à Santa Cruz de la Sierra. Milieu de terrain, il fait l'essentiel de sa carrière au Club Bolívar avec qui il remporte le titre de champion de Bolivie en 1978. Il compte 31 sélections pour 15 buts inscrits avec la sélection bolivienne.
Devenu entraîneur, il dirige notamment The Strongest, Club Blooming et Club Bolívar, clubs qu'il mènera au sacre (voir palmarès). Il est également de 2000 et 2001 sélectionneur de la Bolivie.

## Carrière

### Carrière de joueur
Aragonés commence sa carrière au sein du Club Bolívar, dans la ville de La Paz. Il reste au club pendant quatre ans, remportant le titre de champion de Bolivie lors de la saison 1978. En 1981, il quitte la Bolivie pour le Brésil, à la suite de son transfert à Palmeiras où il joue très peu (douze matchs et zéro but inscrit en 3 saisons). Il rejoint ensuite un autre club brésilien, Coritiba, pour une seule saison avant de revenir au pays, dans l'un des clubs de sa ville natale, le Destroyers Santa Cruz. Une blessure au genou met prématurément un terme à sa carrière à l'âge de 29 ans.
Son passage en équipe nationale bolivienne est assez court puisqu'il ne porte les couleurs de la Verde que durant quatre ans, entre 1977 et 1981. Lors des éliminatoires pour la Coupe du monde 1978 en Argentine, la Bolivie passe tout près d'une qualification historique. Elle sort en tête de son groupe de qualifications, devant l'Uruguay et le Venezuela avant de sombrer lors du deuxième tour contre le Brésil (0-8) et le Pérou (0-5). Elle a alors une dernière chance de qualification lors d'un barrage face à une formation européenne, la Hongrie. Une fois encore, les Boliviens subissent une déroute, battus 6-0 à Budapest lors de la manche aller. Le match retour perd tout intérêt et voit les Magyars s'imposer 3-2 à La Paz, malgré un doublé d'Aragonés. Il dispute ensuite la Copa América 1979 avec la Bolivie, qui remporte ses deux matchs à domicile face au Brésil (grâce à un nouveau doublé d'Aragonés) et l'Argentine, championne du monde en titre. Ses deux revers à l'extérieur l'empêchent de se qualifier pour les demi-finales de l'épreuve. La campagne de qualification pour la Coupe du monde 1982 en Espagne est beaucoup plus courte que la précédente puisque les partenaires d'Aragonés sont éliminés dès le premier tour, ne remportant qu'un seul match, contre le Venezuela. Son dernier match avec la sélection a lieu le 22 mars 1981 lors de la défaite 3-1 au Brésil. En 31 apparitions sous le maillot bolivien, Aragonés inscrit quinze buts, échouant à un seul but du recordman d'alors, Víctor Ugarte, auteur de seize buts en sélection.

### Carrière d'entraîneur
Après un baptême sur le banc avec le club du Real Santa Cruz durant une saison, Aragonés dirige The Strongest La Paz avec qui il décroche son premier titre en tant qu'entraîneur avec le succès lors du championnat 1993. Il fait une pause de quatre ans avant de s'asseoir sur le banc du Club Blooming où il obtient deux nouveaux titres de champion, en 1998 et 1999. 
En 2000, les dirigeants de la fédération bolivienne font appel à lui pour diriger l'équipe de Bolivie qui doit disputer les éliminatoires pour la coupe du monde 2002 mais aussi la Copa América en Colombie. Il fait ses débuts de sélectionneur national le 25 mars 2000 lors d'un match amical face à Haïti, remporté sur le score-fleuve de neuf à deux. Jusqu'à son départ pour la Colombie et la Copa América, la Verde ne gagne que 3 des 18 rencontres qu'elle dispute. À Medellín, les Boliviens retrouvent dans le groupe C l'Uruguay et deux sélections d'Amérique centrale, le Costa Rica et le Honduras. La compétition continentale est un calvaire pour les hommes d'Aragonés qui quittent la compétition à la fin du premier tour, après avoir perdu ses trois matchs et sans avoir marqué de but. Lors de la reprise des éliminatoires pour la Coupe du monde, la défaite cinglante 1-5 à domicile contre l'Équateur le 6 octobre 2001 met un terme à son mandat de sélectionneur.
Il retourne entraîner des équipes du championnat bolivien : Club Blooming, Oriente Petrolero puis Club Bolívar, club qui lui permet d'atteindre son 4e sacre d'entraîneur grâce à l'obtention du tournoi d'ouverture 2006 avant de conclure sa carrière en dirigeant une troisième et dernière fois Club Blooming l'espace de deux saisons, entre 2010 et 2011.

## Palmarès

### Palmarès de joueur
- Champion de Bolivie (1) :
  - 1978 avec Club Bolívar.

### Palmarès d'entraîneur
- Champion de Bolivie (4) :
  - 1993 avec The Strongest La Paz.
  - 1998 et 1999 avec Club Blooming.
  - 2006-A avec Club Bolívar.